# Werner Bahner

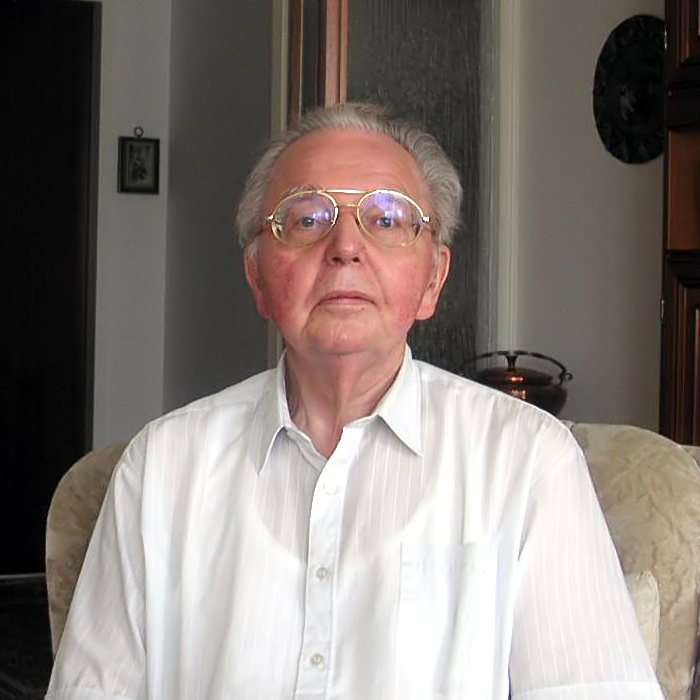
Werner Bahner (2007)

Werner Bahner (* 18. Juni 1927 in Neuwiese; † 14. Juli 2019 in Leipzig) war ein deutscher Romanist und Philologe.

## Leben
Er wurde in Neuwiese im nördlichen Erzgebirge geboren. Nach dem Abitur in Stollberg studierte Werner Bahner Romanistik in Leipzig. Im Jahr 1950 legte er das 1. Staatsexamen ab und wurde mit dem Thema Studien zum Volksbegriff in der französischen Literatur (15.–18. Jahrhundert) zum Dr. phil. promoviert. 1955 folgte seine Habilitation mit der Schrift Theorien über den Ursprung der spanischen Sprache im Siglo de Oro. Im selben Jahr wurde er Mitglied der Sozialistischen Einheitspartei Deutschlands (SED). Am 1. März 1960 wurde er zum ordentlichen Professor ernannt und als Direktor des Romanischen Instituts an der Leipziger Universität eingesetzt. Im Jahr 1965 erfolgte seine Wahl zum Mitglied der Deutschen Akademie der Wissenschaften der DDR in Berlin, zu der er im gleichen Jahr wechselte. Von 1965 bis 1969 war er Direktor des Instituts für romanische Sprachen und Kultur der Berliner Akademie der Wissenschaften. Danach war er bis 1977 als stellvertretender Direktor bzw. Bereichsleiter am Zentralinstitut für Literaturgeschichte der Akademie tätig und anschließend bis 1989 als Direktor des Zentralinstituts für Sprachwissenschaft. Zuletzt leitete er bis zum Jahresende 1991 eine Forschungsgruppe zur Geschichte der Sprachwissenschaft am genannten Zentralinstitut.
1965 erfolgte seine Wahl zum ordentlichen Mitglied der Sächsischen Akademie der Wissenschaften zu Leipzig und 1966 zum ordentlichen Mitglied der Deutschen Akademie der Wissenschaften zu Berlin. Von Oktober 1980 bis April 1991 war er Präsident der Sächsischen Akademie der Wissenschaften zu Leipzig. Damit verbunden war bis zum 30. Juni 1990 gleichzeitig die Funktion des Vizepräsidenten der Akademie der Wissenschaften der DDR.

## Ehrungen
- Mai 1987 Ehrendoktor der Philosophischen Fakultät der Universität Leipzig
- 1987 Nationalpreis der DDR II. Klasse für Wissenschaft und Technik

## Hauptwerke (Auswahl)
- Beitrag zum Sprachbewußtsein in der spanischen Literatur des 16. und 17. Jahrhunderts, Berlin: Rütten & Loening, 1956.
- Alfred de Mussets Werk. Eine Verneinung der bürgerlichen Lebensform seiner Zeit, Halle: Verlag Sprache und Literatur, 1960.
- Herausgeber: Literaturgeschichte als geschichtlicher Auftrag. Werner Krauss zum 60. Geburtstag, Berlin: Rütten & Loening, 1961.
- Übersetzung aus dem Rumänischen und Erweiterung: Iorgu Iordan, Einführung in die Geschichte und Methoden der romanischen Sprachwissenschaft, Berlin: Akademie-Verlag, 1962.
- La lingüística española del Siglo de Oro. Aportaciones a la conciencia lingüística en la España de los siglos XVI y XVII, Madrid: Ciencia Nueva, 1966.
- Das Sprach- und Geschichtsbewußtsein in der rumänischen Literatur von 1780 bis 1880, Berlin: Akademie-Verlag, 1967.
- Die lexikalischen Besonderheiten des Frühromanischen in Südosteuropa, Berlin: Akademie-Verlag 1970.
- Herausgeber: Renaissance, Barock, Aufklärung. Epochen- und Periodisierungsaufgaben, Berlin: Akademie-Verlag, 1976.
- Formen, Ideen, Prozesse in den Literaturen der romanischen Völker, 2 Bände, Berlin: Akademie-Verlag, 1977.
- Kontinuität und Diskontinuität in der Herausbildung der romanischen Sprachwissenschaft, Berlin: Akademie-Verlag, 1983.
- Komparatistische Aspekte in der Betrachtung von Sprachen und Literaturen gegen Ende des 18. Jahrhunderts, Berlin: Akademie-Verlag 1984.
- Herausgeber: Sprache und Kulturentwicklung im Blickfeld der deutschen Spätaufklärung – Der Beitrag Johann Christoph Adelungs, Berlin: Akademie-Verlag, 1984.
- Aufklärung als europäisches Phänomen, Leipzig: Reclam, 1985.
- Herausgeber: Sprachwissenschaftliche Germanistik. Ihre Herausbildung und Begründung, Berlin: Akademie-Verlag 1985.
- Herausgeber: Frédéric II/Voltaire: Anti-Machiavel. Edition critique, Oxford: The Voltaire Foundation, 1996.